# Procyrta
Procyrta är ett släkte av insekter. Procyrta ingår i familjen hornstritar.
Kladogram enligt Catalogue of Life:
| Procyrta | \| \| Procyrta ornamenta \| \| \| \| \| \| Procyrta pectoralis \| \| \| \| |
|          | \| \| Procyrta ornamenta \| \| \| \| \| \| Procyrta pectoralis \| \| \| \| |
|          | Procyrta ornamenta                                                         |
|          |                                                                            |
|          | Procyrta pectoralis                                                        |
|          |                                                                            |